# 伯奇山
70°49′S 164°25′E / 70.817°S 164.417°E
伯奇山（Mount Burch）是南極洲的山峰，位於維多利亞地的彭內爾海岸，處於凱利山東南面6公里的喬治冰川南岸，屬於阿納雷山脈的一部分，海拔高度1,400米，現時由南極條約體系管理。